# Beatrice Altenhofer
Beatrice Altenhofer (* 17. April 1874; † 3. Oktober 1957 in Berlin) war eine Theater- und Filmschauspielerin der Stummfilmzeit.

## Leben
Über Altenhofers Leben ist nicht viel bekannt. Sie spielte 1907 am Deutschen Schauspielhaus Hamburg im Drama Wenn wir Toten erwachen von Henrik Ibsen.

## Filmografie
- 1913: Ultimo
- 1913: Die Standuhr
- 1915: Die verschleierte Dame
- 1915: Der gestreifte Domino
- 1916: Wer war’s?
- 1916: Dynamit
- 1916: Die Stimme des Toten